# Pedro Ansuateguy
Pedro Ansuateguy, ou Don Pedro de Ansoategui, deu início a uma povoação na Campanha Gaúcha por volta da década de 1770, a qual daria origem ao município gaúcho de Dom Pedrito. Era um fidalgo espanhol, cuja família havia fundado a casa senhorial em Biscaia, na antiga paróquia de Sán Andrés de Echeverría, no País Basco, Espanha, no século XVI.
Pedro Ansuategui era descendente do nobre Basco Domingo de Ansoategui. Era magro e alto, fazendo lembrar o fictício "Cavaleiro da Triste Figura" (Don Quixote). Por volta das últimas décadas do século XVIII teria desertado das tropas espanholas da região do Prata, possivelmente da Banda Oriental, e, com uma dúzia de renegados, construiu ranchos na margem esquerda nas margens do Rio Santa Maria. Ali, ele e os companheiros se dedicaram ao contrabando nos limites entre os domínios portugueses e espanhóis.
A povoação que ali cresceu, ainda nos domínios de Bagé, recebeu o nome de Dom Pedrito, apelido de Ansuategui. Essa denominação veio depois que esse "gauche" (vagabundo do campo) sumira sem deixar rastros. Em 1872 Dom Pedrito se emancipou, separando-se de Bagé.
Por motivos de viés moralista, em função das atividades do dito fundador da cidade, somente por volta de 1825 o nome de Dom Pedrito passou a ser aceito como associado ao local. Foram, então, criadas estórias fantasiosas, visando reabilitar o aventureiro fundador da cidade. Falava-se de um certo Dom Pedrito, heróico fidalgo espanhol, enamorado por uma certa "Carmencita". Houve ainda tentativas infrutíferas para mudar o nome da localidade para Ponche Verde e até Guanabara.